# Никулин, Руслан Витальевич
Руслан Витальевич Никулин (укр. Руслан Віталійович Нікулін; род. 27 января 1974, Харьков) — украинский режиссёр, сценарист.

## Биография
Родился в Харькове 27 января 1974 года. Ещё в школе начал придумывать и снимать любительские комедийные фильмы на 8 мм плёнку. В 1995 году окончил Харьковский национальный педагогический университет (художественно–графический факультет).

## Творчество

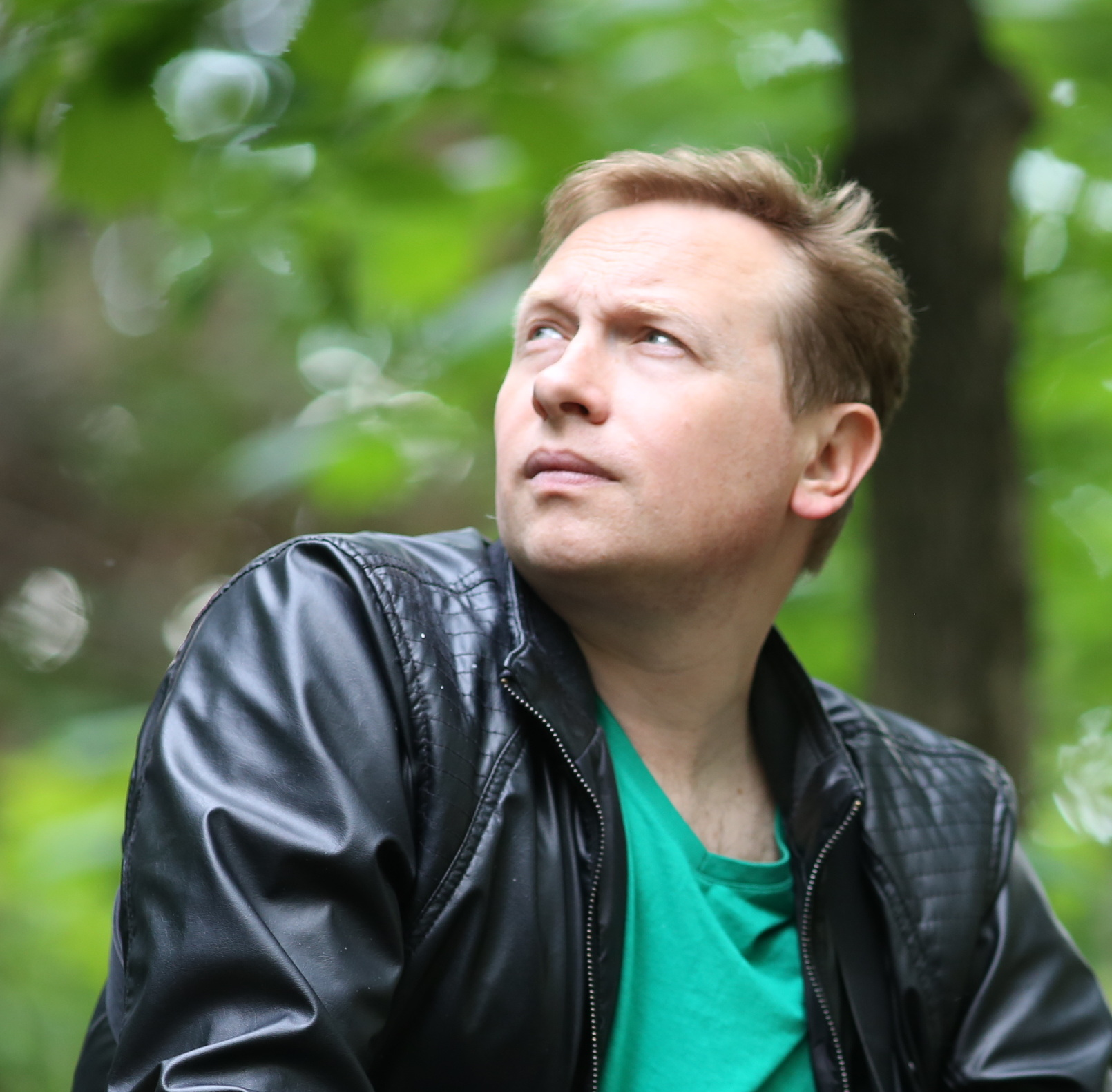
Руслан Никулин

С 1993 г. начал работать в творческом объединении «ЧИЗ», которое выпускало юмористические телепрограммы. В качестве сценариста, режиссёра и актёра участвовал в создании комедийных телепрограмм «ЧИЗ», «Фотосалон ЧИЗ», «Не время», «Маленькие истории большого города» и т.д. Эти проекты в разное время (1994—2004) выходили на общеукраинских каналах, таких как: УТ-1, УТ-2, «Интер», «СТБ» и другие.
С 2003 года начал работать на студии «Семья от А до Я». В качестве режиссера и сценариста снимал юмористический телесериал «Милицейская академия» (2005) и «Милицейская академия 2» (2007), который демонстрировался на канале «1+1»
В 2012 году окончил Высшие курсы сценаристов и режиссеров (ВКСР) Мастерская А. И. Суриковой и В. П. Фокина. 
В 2013 году соавтор и сорежиссер фильма «Полный вперед!» (Алла Сурикова).
С 2014 по настоящее время — сценарист и режиссер телепроектов на каналах 1+1, ICTV, ИНТЕР, 2+2 и т.д.
Решением Секретариата от 27.05.2024 года был принят в состав НСКУ (Национального союза кинематографистов Украины).

## Награды
- 2010 — Гран-При кинофестиваль «Харьковская сирень» (фильм «Человечкин»)[3][4][5][6][7];
- 2011 — Фестиваль «Страна», номинация «Начало» (фильм «Человечкин»);
- 2011 — Кинофестиваль АртКино, номинация «За доброе и смешное кино» (фильм «Городок Сердите»).

## Фильмография
Сценарист:
- 2014—2019 — «Пес» , «Пес 2» , «Пес 3» , «Пес 4» (ICTV , НТВ);
- 2015 — «Отдел 44» (ICTV);
- 2019 — «Возмездие» (2+2);
- 2020—2022 — «Участковый по ДВРЗ  — 1, 2, 3» (ICTV);
- 2020 — «Родня» (1+1);
- 2022 — «Морская полиция» (ICTV);
- 2022 — «Упрямый», «Упрямый 2» (КТК TV);
- 2024 — «Вскрытие покажет - 3» (ICTV).

Режиссер и сценарист:
- 1994 — «Не все дома», «Войдите», «Весна», «Психушка», «Елки-палки» (комедийные телефильмы творческого объединения «ЧИЗ»);
- 1997 — «Адам и Ева» (комедийный телефильм творческого объединения «ЧИЗ»);
- 1998 — «Фотосалон ЧИЗ» (комедийный сериал, ИНТЕР);
- 1999—2003 — «Не время»[8]  (юмористическая телепрограмма, ИНТЕР , СТБ);
- 2002 — «Маленькие истории большого города» (комедийный сериал, ДТВ, МИР);
- 2005 — «Милицейская академия» комедийный сериал (1+1);
- 2007 — «Милицейская академия-2» комедийный сериал (1+1);
- 2010 — «Человечкин» (короткий метр);
- 2011 — «Городок Сердите» (короткий метр);
- 2011 — «Страна смеется» юмористическая телепрограмма (К1);
- 2012 — «В сети»[9] юмористическое скетч-шоу (1+1).